# Rhyacophila carolae
Rhyacophila carolae är en nattsländeart som beskrevs av Harris 1989. Rhyacophila carolae ingår i släktet Rhyacophila och familjen rovnattsländor. Inga underarter finns listade i Catalogue of Life.